# 2017-es UCI World Tour
A 2017-es UCI World Tour a Nemzetközi Kerékpáros-szövetség (UCI) kilencedik versenysorozat-kiírása volt.
A versenysorozat a Tour Down Under-rel kezdődött meg január 17-én és október 24-én ért véget a Tour of Guangxival.
Az egyéni győztes 2017-ben Greg Van Avermaet lett, míg a csapatoknál a Team Sky bizonyult a legjobbnak.

## Csapatok
| - AG2R La Mondiale - Astana - Bahrain–Merida - BMC Racing Team - Bora–Hansgrohe - FDJ |  | - Katyusa–Alpecin - Lotto Soudal - Movistar Team - Orica–Scott - Quick Step Floors - Team Cannondale–Drapac |  | - Team Dimension Data - Team Lotto NL–Jumbo - Team Sky - Team Sunweb - Trek–Segafredo - UAE Abu Dhabi |

## Versenyek
| #  | Verseny                                              | Dátum                       | Győztes            | Csapat              | Világranglista-vezető |
| -- | ---------------------------------------------------- | --------------------------- | ------------------ | ------------------- | --------------------- |
| 1  | Tour Down Under Részletek                            | január 17–22.               | Richie Porte       | BMC Racing Team     | Richie Porte          |
| 2  | Great Ocean Road Race Részletek                      | január 29.                  | Nikias Arndt       | Team Sunweb         | Richie Porte          |
| 3  | Abu Dhabi Tour Részletek                             | február 23–26.              | Rui Costa          | UAE Team Emirates   | Richie Porte          |
| 4  | Omloop Het Nieuwsblad Részletek                      | február 25.                 | Greg Van Avermaet  | BMC Racing Team     | Richie Porte          |
| 5  | Strade Bianche Részletek                             | március 4.                  | Michał Kwiatkowski | Team Sky            | Richie Porte          |
| 6  | Párizs–Nizza Részletek                               | március 5–12.               | Sergio Henao       | Team Sky            | Richie Porte          |
| 7  | Tirreno–Adriatico Részletek                          | március 8–14.               | Nairo Quintana     | Movistar Team       | Richie Porte          |
| 8  | Milánó–Sanremo Részletek                             | március 18.                 | Michał Kwiatkowski | Team Sky            | Peter Sagan           |
| 9  | Katalán körverseny Részletek                         | március 20–26.              | Alejandro Valverde | Movistar Team       | Greg Van Avermaet     |
| 10 | Dwars door Vlaanderen Részletek                      | március 22.                 | Yves Lampaert      | Quick Step Floors   | Peter Sagan           |
| 11 | E3 Harelbeke Részletek                               | március 24.                 | Greg Van Avermaet  | BMC Racing Team     | Greg Van Avermaet     |
| 12 | Gent–Wevelgem Részletek                              | március 26.                 | Greg Van Avermaet  | BMC Racing Team     | Greg Van Avermaet     |
| 13 | Flandriai körverseny Részletek                       | április 2.                  | Philippe Gilbert   | Quick Step Floors   | Greg Van Avermaet     |
| 14 | Baszk körverseny Részletek                           | április 3–8.                | Alejandro Valverde | Movistar Team       | Greg Van Avermaet     |
| 15 | Párizs–Roubaix-kerékpárverseny Részletek             | április 9.                  | Greg Van Avermaet  | BMC Racing Team     | Greg Van Avermaet     |
| 16 | Amstel Gold Race Részletek                           | április 16.                 | Philippe Gilbert   | Quick Step Floors   | Greg Van Avermaet     |
| 17 | La Flèche Wallonne Részletek                         | április 19.                 | Alejandro Valverde | Movistar Team       | Greg Van Avermaet     |
| 18 | Liège–Bastogne–Liège Részletek                       | április 23.                 | Alejandro Valverde | Movistar Team       | Greg Van Avermaet     |
| 19 | Tour de Romandie Részletek                           | április 25–30.              | Richie Porte       | BMC Racing Team     | Greg Van Avermaet     |
| 20 | Eschborn-Frankfurt–Rund um den Finanzplatz Részletek | május 1.                    | Alexander Kristoff | Katyusa–Alpecin     | Greg Van Avermaet     |
| 21 | Giro d’Italia Részletek                              | május 6–28.                 | Tom Dumoulin       | Team Sunweb         | Greg Van Avermaet     |
| 22 | Tour of California Részletek                         | május 14–20.                | George Bennett     | Team Lotto NL–Jumbo | Greg Van Avermaet     |
| 23 | Critérium du Dauphiné Részletek                      | június 4–11.                | Jakob Fuglsang     | Astana Pro Team     | Greg Van Avermaet     |
| 24 | Tour de Suisse Részletek                             | június 10–18.               | Simon Špilak       | Katyusa–Alpecin     | Greg Van Avermaet     |
| 25 | Tour de France Részletek                             | július 1–23.                | Chris Froome       | Team Sky            | Greg Van Avermaet     |
| 26 | Clásica San Sebastián Részletek                      | július 29.                  | Michał Kwiatkowski | Team Sky            | Greg Van Avermaet     |
| 27 | Lengyel körverseny Részletek                         | július 29–augusztus 4.      | Dylan Teuns        | BMC Racing Team     | Greg Van Avermaet     |
| 28 | RideLondon–Surrey Classic Részletek                  | július 30.                  | Alexander Kristoff | Katyusa–Alpecin     | Greg Van Avermaet     |
| 29 | / Eneco Tour Részletek                               | augusztus 7–13.             | Tom Dumoulin       | Team Sunweb         | Greg Van Avermaet     |
| 30 | Vuelta ciclista a España Részletek                   | augusztus 19–szeptember 10. | Chris Froome       | Team Sky            | Chris Froome          |
| 31 | EuroEyes Cyclassics Részletek                        | augusztus 20.               | Elia Viviani       | Team Sky            | Greg Van Avermaet     |
| 32 | GP Ouest France–Plouay Részletek                     | augusztus 27.               | Elia Viviani       | Team Sky            | Greg Van Avermaet     |
| 33 | Grand Prix Cycliste de Québec Részletek              | szeptember 8.               | Peter Sagan        | Bora–Hansgrohe      | Greg Van Avermaet     |
| 34 | Grand Prix Cycliste de Montréal Részletek            | szeptember 10.              | Diego Ulissi       | UAE Team Emirates   | Greg Van Avermaet     |
| 35 | Országútikerékpár-világbajnokság Részletek           | szeptember 17.              | Peter Sagan        | Peter Sagan         | Greg Van Avermaet     |
| 36 | Giro di Lombardia Részletek                          | szeptember 30.              | Vincenzo Nibali    | UAE Team Emirates   | Greg Van Avermaet     |
| 37 | Török körverseny Részletek                           | október 10–15.              | Diego Ulissi       | UAE Team Emirates   | Greg Van Avermaet     |
| 38 | Tour of Guangxi Részletek                            | október 19–24.              | Tim Wellens        | Lotto Soudal        | Greg Van Avermaet     |

## Pontverseny végeredménye

### Versenyzők
| Helyezés | Versenyző          | Csapat                 | Pont |
| -------- | ------------------ | ---------------------- | ---- |
| 1        | Greg Van Avermaet  | BMC Racing Team        | 3582 |
| 2        | Chris Froome       | Team Sky               | 3452 |
| 3        | Tom Dumoulin       | Team Sunweb            | 2545 |
| 4        | Peter Sagan        | Bora–Hansgrohe         | 2544 |
| 5        | Vincenzo Nibali    | Bahrain–Merida         | 2196 |
| 6        | Michał Kwiatkowski | Team Sky               | 2171 |
| 7        | Alejandro Valverde | Movistar Team          | 2105 |
| 8        | Dan Martin         | Quick Step Floors      | 2050 |
| 9        | Michael Matthews   | Team Sunweb            | 2049 |
| 10       | Alberto Contador   | Trek–Segafredo         | 1987 |
| 11       | Philippe Gilbert   | Quick Step Floors      | 1893 |
| 12       | Richie Porte       | BMC Racing Team        | 1882 |
| 13       | Nairo Quintana     | Movistar Team          | 1811 |
| 14       | Alexander Kristoff | Katyusa–Alpecin        | 1806 |
| 15       | Ilnur Zakarin      | Katyusa–Alpecin        | 1686 |
| 16       | Diego Ulissi       | UAE Team Emirates      | 1569 |
| 17       | Bauke Mollema      | Trek–Segafredo         | 1524 |
| 18       | Julien Alaphilippe | Quick Step Floors      | 1465 |
| 19       | Romain Bardet      | AG2R La Mondiale       | 1464 |
| 20       | Rigoberto Urán     | Team Cannondale–Drapac | 1360 |

### Csapatok
| Helyezéz | Csapat                 | Pont  |
| -------- | ---------------------- | ----- |
| 1        | Team Sky               | 12806 |
| 2        | Quick Step Floors      | 12652 |
| 3        | BMC Racing Team        | 10961 |
| 4        | Team Sunweb            | 8033  |
| 5        | Trek–Segafredo         | 7934  |
| 6        | Movistar Team          | 7399  |
| 7        | Orica–Scott            | 7190  |
| 8        | Bora–Hansgrohe         | 6516  |
| 9        | AG2R La Mondiale       | 6316  |
| 10       | Team Cannondale–Drapac | 6049  |
| 11       | Katyusa–Alpecin        | 5619  |
| 12       | UAE Team Emirates      | 5494  |
| 13       | Lotto Soudal           | 5466  |
| 14       | Bahrain–Merida         | 5277  |
| 15       | Astana                 | 5018  |
| 16       | Team Lotto NL–Jumbo    | 4846  |
| 17       | FDJ                    | 3616  |
| 18       | Dimension Data         | 2575  |